# Răspopeni
Răspopeni è un comune della Moldavia situato nel distretto di Șoldănești di 2.775 abitanti al censimento del 2004.